# Мюллерхартунг, Карл
Карл Мюллерхартунг (нем. Carl Müllerhartung, первоначально Müller-Hartung, в старых русских источниках Мюллер-Гартунг; 19 мая 1834, Бад-Зульца, Тюрингия — 11 июня 1908, Берлин) — немецкий композитор и музыкальный педагог, преподаватель, музейный работник, дирижёр.

## Биография
Сын кантора Иоганна Христиана Мюллера и его жены, урождённой Хартунг. Учился в Эйзенахе у Фридриха Карла Кюмштедта. Руководил театром в Дрездене, был городским и придворным кантором в Эйзенахе. В 1865 году по рекомендации Ференца Листа назначен музикдиректором Веймара. В 1872 году основал в Веймаре первую в Германии Оркестровую школу (ныне Веймарская Высшая школа музыки) и возглавлял её до 1902 года, превратив в оплот новой немецкой музыки; оркестр школы под управлением Мюллерхартунга регулярно исполнял произведения Листа, Рихарда Вагнера, Иоахима Раффа и других новейших композиторов. Одновременно в 1899—1902 годах — директор Музея Листа в Веймаре.
Композиторское наследие Мюллерхартунга включает оркестровые, хоровые, органные сочинения, песни, из которых наибольшей популярностью пользовалась Thüringen, holdes Land — неофициальный гимн Тюрингии. Опубликовал также учебник гармонии.